# 李吉
李 吉（り きつ）は中国の小説で四大奇書の一つである『水滸伝』の登場人物。
第2回・第3回に登場する人物。少華山の猟師で、あだ名は兎とりを意味する摽兎（ひょうと）。

## 生涯
史進の屋敷に出入りする猟師で、狩りでしとめた兎や獐などを売り渡していた。ある時史進に最近はなぜ獲物を売りに来ないのかを尋ねられた李吉は、少華山に山賊（朱武、陳達、楊春）が居座っているため狩りができないと答える。
後に史進は朱武らの義侠心に打たれ誼を通ずるようになり、王四という下男を使いとして立てるようになる。時は経ち中秋の頃、史進は十五夜の夜に朱武らを屋敷に招き、盃を組み交わしたいと使いを送る。これを快諾した朱武は、返書と銀子を使いの王四に持たせ酒を振舞った。しかし役目を終えて屋敷に帰る途中、王四は朱武の手下と出会い、断りきれずに歓待を受け更に酔いを深めてしまう。狩りの最中であった李吉は、山路の脇で酔いつぶれて寝ている王四を見つけ、懐から返書と銀子を盗みだした。
李吉は朱武ら山賊三人が三千貫の賞金首になっていたことから賞金欲しさに手紙の内容を役人に密告。十五夜の夜、李吉は役人たちを手引きし史進の家屋敷を包囲させた。外の喧騒に気づいた史進は「何事だ?」と役人に問いただし、訴人として同行していた李吉から事の顛末を聞かされる。史進は返書が盗まれたことを隠し立てしていた王四を成敗、さらに家に火を放ち朱武たちと共に逃走をはかる。その際、李吉は激怒した史進に真っ二つに斬り殺されてしまった。